# گندوقارچ فانوسی
گندوقارچ فانوسی (نام علمی: Lysurus mokusin) نام یک گونه از سرده بدبوها است.